# كاسترا نوفا

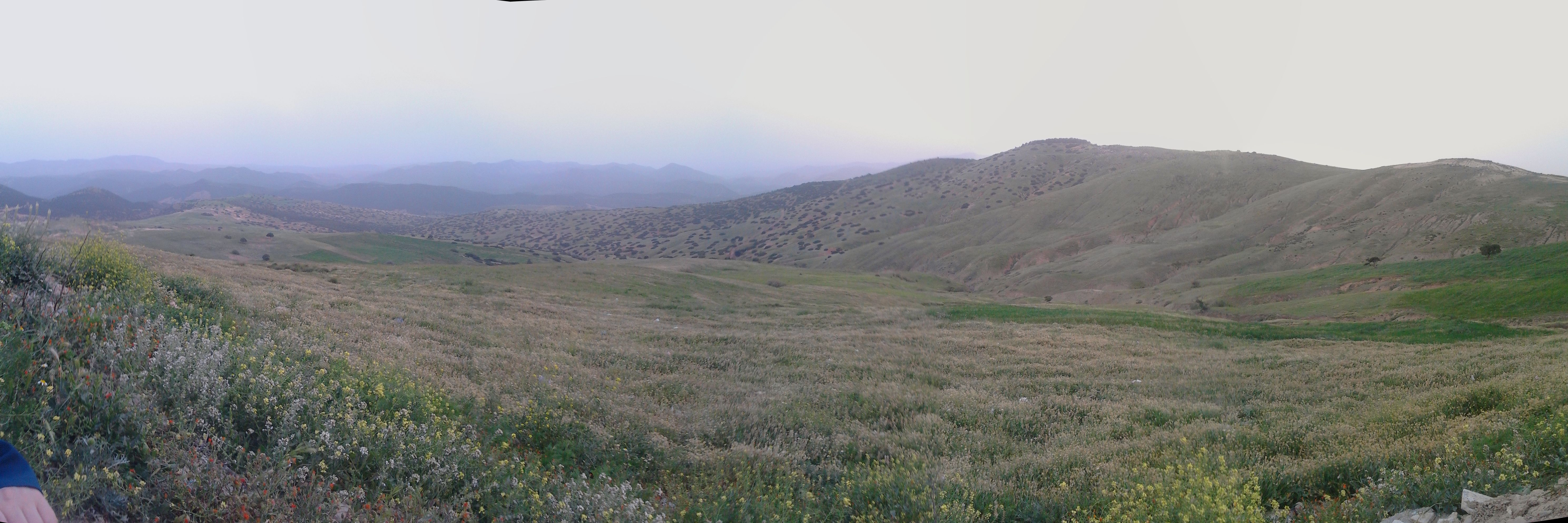
منظر طبيعي قرب موقع كاسترا نوفا

كاسترا نوفا (باللاتينية: Castra Nova) كانت مدينة رومانية بربرية في موريطانيا القيصرية. تقع في مدينة المحمدية بولاية معسكر الجزائر.